# نورميارفي

موقع نورميارفي

شعار نورميارفي

نورمـِـيارفي  (بكسر الميم) (بالفنلندية: Nurmijärvi) مدينة فنلندية تقع في إقليم أوسيما، على بعد 37 كيلومتراً (23 ميل) إلى الشمال من العاصمة هلسنكي. يبلغ عدد قاطنيها 39.367 ساكن.
أدى قربها من هلسنكي إلى تحقيق نمو كبير للقرى الكبرى مثل كلاوكالا وراياماكي، والتي تعتبر في الوقت الحاضر من بلدات محيط هلسنكي. تمثل كلاوكالا أكبر مساحة مبنية بنورمـِـيارفي.
تعني نورمـِـيارفي حرفياً «بحيرة المرج» ورغم أن البحيرة قد أعطت اسمها للبلدية إلا أنها جـُففت في أوائل القرن العشرين والآن لا يوجد سوى بعض الحقول المنبسطة بالقرب من وسط المدينة.
تشتهر نورمـِـيارفي بأنها مسقط رأس الكاتب فنلندا الوطني، ألكسس كيفى (1834-1872). مسرحيته Nummisuutarit - بمشاهد ملونة للحياة الريفية لرعية نورمـِـيارفي في القرن التاسع عشر - تتم في فصل الصيف في مسرح في الهواء الطلق في بالويوكي، القرية التي ولدت بها كيفى.
يعيش ماتي فانهانن رئيس الوزراء فنلندا السابق في لبساما بنورمـِـيارفي.

## وصلات خارجية
- بلدية نورمـِـيارفي  – الموقع الرسمي
- دليل نورمـِـيارفي